# Antoine Diot
Antoine Diot, (nacido el 17 de enero de 1989 en Bourg-en-Bresse, Francia) es un jugador de baloncesto francés. Con 1.93 metros de estatura, juega en la posición de Base como de Escolta. Actualmente forma parte de la plantilla del Chorale Roanne Basket de la LNB Pro A francesa.

## Trayectoria
Es un base internacional francés que se formaría en Centre Fédéral du Basket-Ball, más tarde jugaría durante cinco temporadas en las filas del Le Mans Sarthe Basket (2007-2012) y una temporada en el equipo de la capital gala, el Paris-Levallois Basket.
El 10 de julio de 2015, el Valencia Basket, club de la liga ACB, anuncia su contratación por dos temporadas procedente del Strasbourg IG, en el que había jugado dos temporadas. En la temporada 2016/2017, consigue ganar la Liga ACB con el conjunto taronja tras ganar en la final al Real Madrid por 3-1. Además, en aquella temporada, quedó subcampeón en la Copa del Rey, y en la Eurocup.
En julio de 2019, regresa a Francia para jugar en las filas del ASVEL Lyon-Villeurbanne de la Liga Nacional de Baloncesto de Francia durante tres temporadas, el base galo deja Valencia Basket tras cuatro temporadas marcadas por las lesiones en las que disputaría 132 partidos, en las que conquistó una Liga ACB, una Eurocup y una Supercopa.
El 11 de junio de 2023 fichó por el Chorale Roanne Basket de la LNB Pro A.

## Selección nacional
Diot jugó con los seleccionados juveniles de baloncesto de Francia en los torneos europeos de las categorías Sub-16, Sub-18 y Sub-20, como también en el Campeonato Mundial de Baloncesto Sub-19 de 2007.
Con la selección absoluta hizo su debut en 2009. Compitió en la Copa Mundial de Baloncesto de 2014, en el torneo de baloncesto de los Juegos Olímpicos de Río de Janeiro 2016 y en tres ediciones del Eurobasket (2009, 2013 y 2017) entre otros torneos internacionales. 